# Axel Rosenkrantz de Lasson
Axel Rosenkrantz de Lasson (født 22. januar 1740, død 13. april 1813) var en dansk etatsråd og godsejer.
Axel Rosenkrantz de Lasson blev født på Bjørnsholm, hans forældre var Matthias de Lasson (30. maj 1705 – 6. juni 1756) og Bente Kathrine Rosenkrantz (16. oktober 1702 – 16. maj 1756).
I 1787 opnåede han titlen af etatsråd. Han ejede Gammel Skivehus. 24. januar 1810 blev han medlem af Det kongelige danske Selskab for Fædrelandets Historie.
Han giftede sig først gang 21. oktober 1768 med Antoinette Elisabeth Rosenørn (født 12. oktober 1745). Den 3. juli 1772 giftede han sig med Margrethe von Gersdorf (8. marts 1744 – 23. juni 1794).
Han døde på Ny Skivehus i Skive.